# Gmina Wyznaniowa Żydowska w Poznaniu
Gmina Wyznaniowa Żydowska w Poznaniu – najmłodsza i najmniejsza samodzielna jednostka Związku Gmin Wyznaniowych Żydowskich w Polsce. Swoim zasięgiem obejmuje teren byłego województwa poznańskiego.

## Opis
Po odzyskaniu przez Polskę niepodległości, większość Żydów opuściła Poznań wraz z ludnością niemiecką, na skutek czego w okresie międzywojennym, Poznań zamieszkiwało niespełna 3 tysiące osób pochodzenia żydowskiego.
Tutejszą gminę żydowską zamknięto przed wybuchem II wojny światowej. Została reaktywowana dopiero po 60 latach, w 1998, jako filiał GWŻ w Warszawie, po zmianach organizacyjnych Gminy Wyznaniowej Żydowskiej w Gdańsku, do której przedtem należał terytorialnie Poznań.
Gmina prowadzi szereg działań zarówno religijnych jak i kulturowych. Jednym z osiągnięć gminy jest przeniesienie pomnika upamiętniającego ofiary obozów pracy dla Żydów ze Stadionu Miejskiego na ul. Królowej Jadwigi. Na przestrzeni 20 lat, filiał i jej przewodnicząca otrzymały liczne nagrody, podziękowania i wyróżnienia. Do najważniejszych z nich należą: medal Zasłużony dla miasta Poznania dla Gminy Żydowskiej w Poznaniu, Europejska Nagroda Obywatelska za prowadzenie dialogu religijnego i międzykulturowego dla przewodniczącej Alicja Bromberger-Kobus.
W 2021 gmina zrzeszała 31 członków, jednak nie zatrudnia rabina, nie ma też czynnej synagogi ani mykwy. W jej siedzibie znajduje się dom modlitwy z szafą ołtarzową z jednym zwojem Tory, ufundowanym przez małżeństwo z Izraela i wprowadzonym tam uroczyście w 2009.
W grudniu 2018, decyzją swego walnego zgromadzenia, poznańska filia Związku Gmin Wyznaniowych Żydowskich, po 20 latach od reaktywacji, uniezależniła się od Warszawy i przyjęła swą historyczną nazwę Gmina Wyznaniowa Żydowska w Poznaniu. 

## Modlitwy w GWŻ Poznań
Szabat odbywa się regularnie co piątek. Godzina rozpoczęcia, zapalenia świec szabatowych, jest uzależniona od zachodu słońca w Poznaniu. Szacharit odbywa się tylko w soboty, dom modlitwy jest otwarty pomiędzy 9:30 a 11:00.

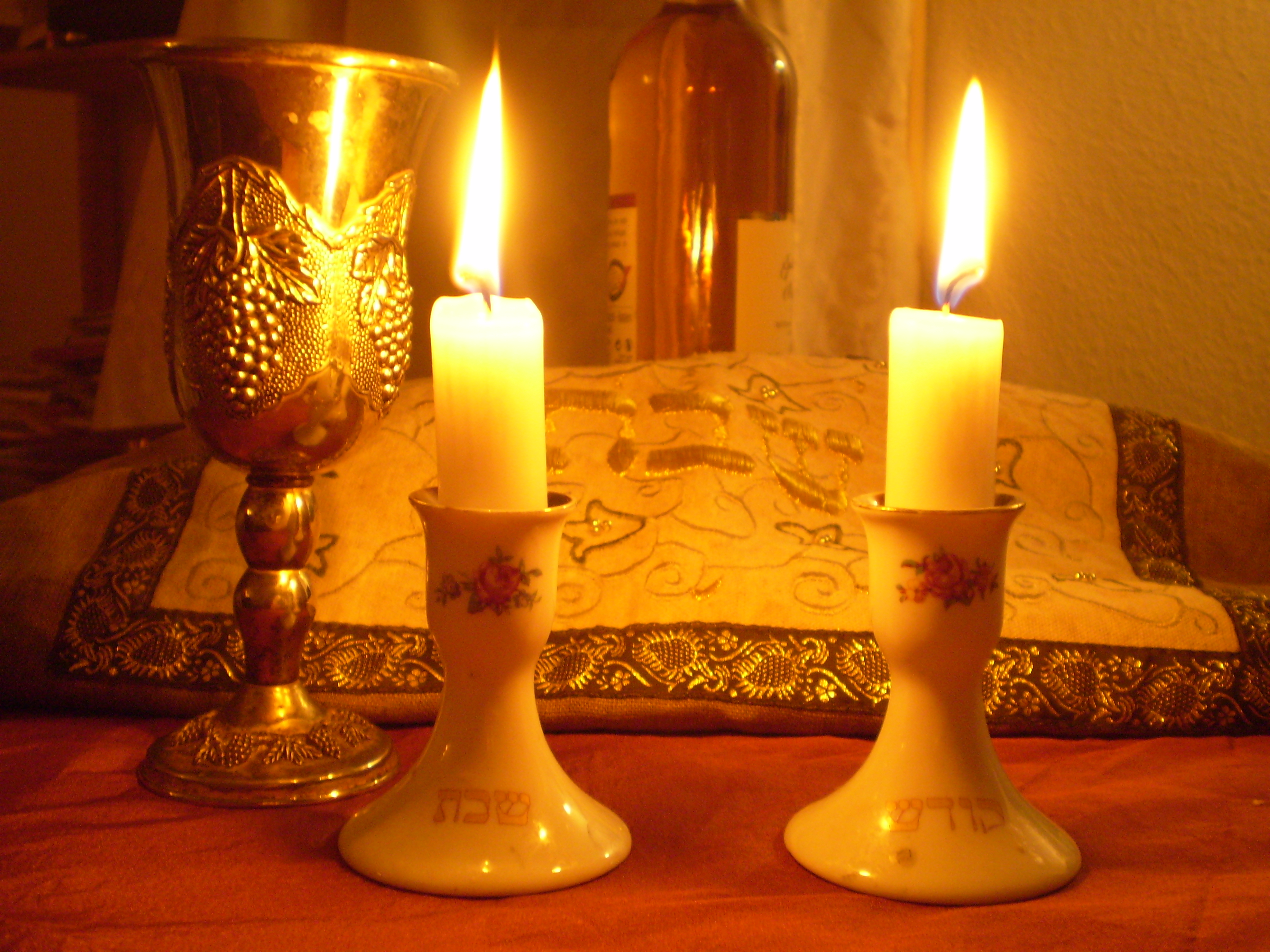
Świece szabatowe

## Nieruchomości
Gmina ma siedzibę obecnie w kamienicy zarządu gminy żydowskiej w Poznaniu, zbudowanej przed I Wojną Światową. W okresie międzywojennym (1919-1939) znajdowała się tam także Żydowska Biblioteka Ludowa, sala zebrań, biura organizacji charytatywnych, związku sportowego Bar-Kochba, szkoła religijna oraz kilka mieszkań, między innymi dla rabina i pracowników gminy. W 1999 reaktywująca się gmina żydowska w Poznaniu przejęła m.in. budynek na ul. Stawnej 10, budynek Nowej Synagogi i wiele innych, które w krótkim czasie po przejęciu zostały sprzedane.

## Kontrowersje

### Sprawa Jacooba ben Nistella
W 2009 w Gminie pojawił się jako wolontariusz, wyrażający chęć powrotu do żydowskich korzeni. Z czasem zaczął farbować włosy na rudy kolor, zapuścił pejsy i ubierał się w stylu chasydzkim. Wkrótce ukazały się Zeszyty Swarzędzkie, w których pojawił się Laszon ha-ra, dokument przetłumaczony przez Jakooba ben Nistella, opatrzony jego przypisami. 
W 2013 zapalił chanukiję podczas Chanuki organizowanej przez GWŻ w Poznaniu, a w styczniu 2014 został oficjalnym wykładowcą i przewodnikiem po wystawach organizowanych w Biblioteka Raczyńskich w Poznaniu. 14 grudnia 2014 poprowadził kadisz na uroczystym otwarciu lapidarium we Wronkach, nie znając języka hebrajskiego i słów modlitwy. Wypowiadane przez niego nic nieznaczące słowa, wzbudziły pierwsze podejrzenia co do kompetencji ben Nistella. 
W następnym roku, wystąpił na VII Festynie Michała w  parafii pw. św. Michała Archanioła w Świebodzinie, przedstawiony jako znawca kaszrutu. Był twarzą XVIII Dnia Judaizmu w Poznaniu w 2015, w następnym czasie wielokrotnie prowadził modlitwy i prelekcje podczas rozmaitych wydarzeń religijnych i społecznych, za każdym razem przedstawiany jako rabin.
18 kwietnia 2016 Głos Wielkopolski opublikował artykuł „Podawał się za Żyda z Izraela i nikt tego nie sprawdził”, w którym zostało ujawnione, że występujący w poznańskiej gminie rabin Jacoob ben Nistell, nie tylko nie jest żydowskim duchownym, ale też nazywa się Jacek Niszczota i nie pochodzi z Izraela. Sam oszust w rozmowie z gazetą przyznał się do mistyfikacji. Po fali artykułów w polskich mediach, poznańska GWŻ odcięła się od osoby rzekomego rabina, choć przewodnicząca Alicja Kobus, przyznała, że mężczyzna w rzeczywistości był wolontariuszem, jednak nigdy nie sprawdziła jego kompetencji i została oszukana. 
O fałszywym rabinie z Poznania pisały również liczne polskie media m.in. TVN24, Bezprawnik, Fakt, YouTube, Czas Ciechanowa, Polska the Times, Gazeta Wyborcza, Poznań NaszeMiasto Wykop oraz zagraniczne media, m.in. Time of Israel, DW, Haaretz, BBC, FRance24, Jewish Telegraphic Agency. 
26 kwietnia 2016 Jacoob Ben Nistell wysłał list do GWŻ w Poznaniu z przeprosinami. Jedynym źródłem treści listu była strona internetowa poznańskiej gminy, która nie przedstawiła jednak jego oryginału. Poznańska Gmina Wyznaniowa Żydowska podjęła decyzję, że nie wniesie pozwu sądowego przeciwko Jackowi Niszczocie.

### Sprzedaż Nowej Synagogi
Kontrowersje wśród lokalnej społeczności żydowskiej, wzbudziły okoliczności sprzedaży Nowej Synagogi w Poznaniu. Pojawiły się głosy, jakoby przewodnicząca Gminy zataiła niektóre szczegóły transakcji.
Według Gazeta Wyborczej, już w 2017 były plany utworzenia w murach synagogi hotelu sieci Hilton Curio.

## Zarząd Główny
- Przewodniczący: Alicja Bromberger-Kobus[31]
- Wiceprzewodniczący: Magdalena Kuś
- Skarbnik: Alexander Imas
- Członek Zarządu: Ewa Oriana Pacek
- Członek Zarządu: Weronika Mikołajczak